# Kočičky

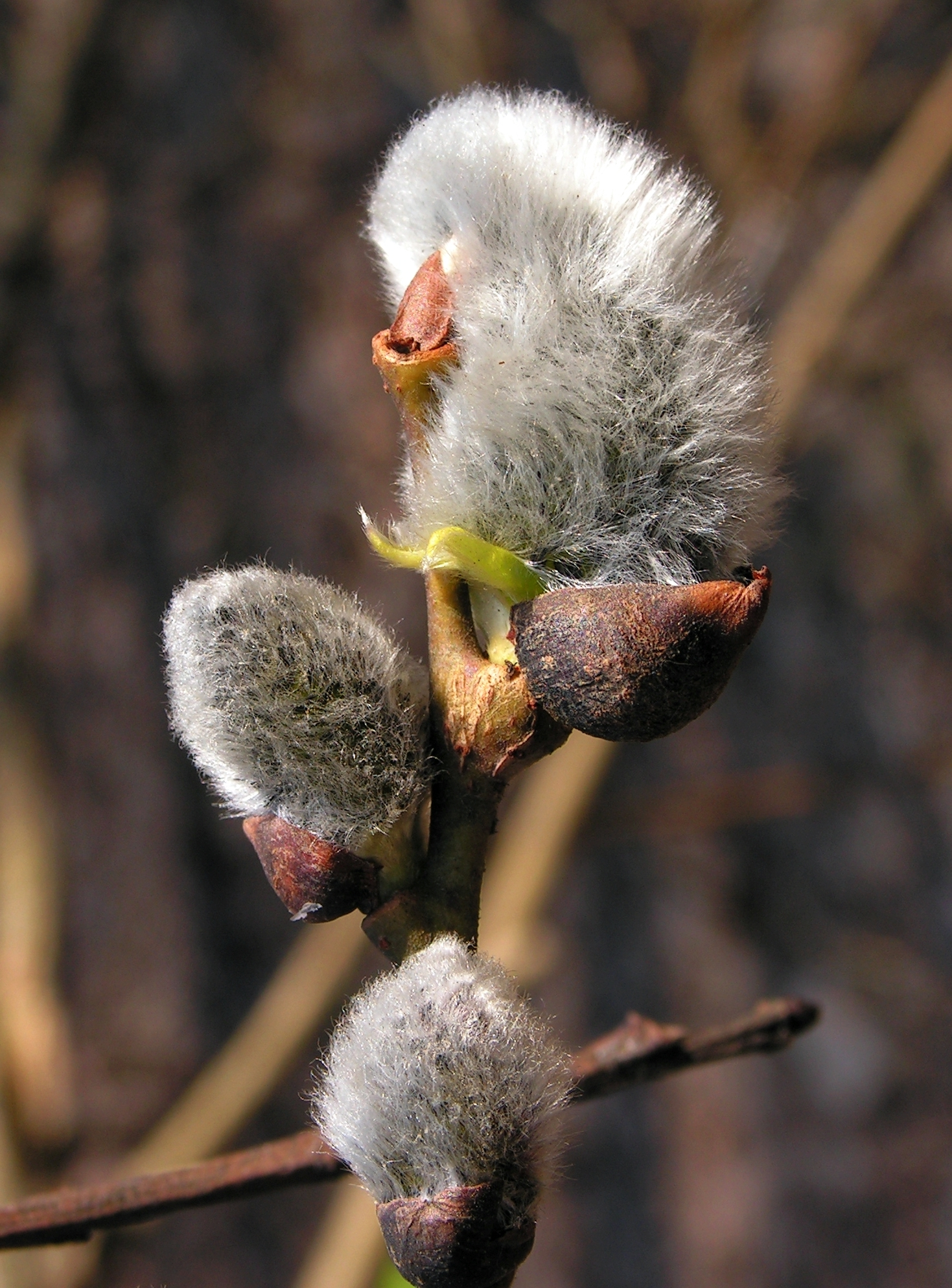
Kočičky – částečně rozvité pupeny vrby jívy

Kočičky jsou jedním ze symbolů jara a Velikonoc. Zpravidla jde o větvičky vrby jívy s částečně rozvitými pupeny – květy.

## Původ tradice
Tradice kočiček vychází z biblického příběhu (Jan 12, 13 (Kral, ČEP)) o Ježíšově slavném vjezdu do Jeruzaléma, při kterém jej obyvatelé vítali palmovými ratolestmi (jiná evangelia druh rostliny nespecifikují). Protože palmy však nebyly ve středoevropském prostředí dostupné, původně je při připomínce těchto událostí křesťany na Květnou neděli před Velikonocemi nahrazovaly zelené větvičky. Ty později dle německého zvyku nahradily větvičky jívy – kočičky. Kočičky se na Květnou neděli světí v kostele a následující rok o Popeleční středě se pak staré kočičky pálí.
Kočičky lidé zastrkovali ve světnici za obrazy a za okna nebo na poli do mladého obilí na ochranu před bouřkou a hromobitím. Kdo dle pověry na Květnou neděli spolkl nalačno tři kočičky, ten měl být uchráněn od nemocí krku a horečnatých onemocnění.

## Zajímavosti
- Rozvité pupeny s plně rozkvetlými květy, na kterých jsou již patrné prašníky se žlutým pylem, bývají někdy označovány jako kocouři.
- Kuriózní případ z oblasti Velkých Karlovic na Vsetínsku zaznamenal Gustav Adolf Říčan: Po tuhé zimě v roce 1929 nebyly o Velikonocích vrbové kočičky dostatečně rozvité; proto místní pro získání „kočiček“ vandalsky ořezali 4 spodní větve (o průměru 10 centimetrů) z památného stromu Tisu nad Jezerným. Věk stromu byl tehdy odhadován na 700–800 let.[4]